# Мафатих аль-гайб
«Мафа́тих аль-гайб» (араб. مفاتح الغيب‎ — «Ключи от сокровенного») или «ат-Тафсир аль-Кабир» (араб. التفسير الكبير‎ — «Большой тафсир») — тафсир, комментарий к Корану, написанный известным богословом и мутакаллимом ашаритского толка Фахруддином ар-Рази (1149—1209).

## Содержание тафсира
«Большой тафсир» ар-Рази отличается от большинства других толкований Корана своим уклоном в рационализм и считается ответом на мутазилитский комментарий «аль-Кашшаф» Махмуда аз-Замахшари. В своём труде ар-Рази утверждает о несовместимости существования лишь одного единственного мира с всемогуществом Создателя:
Установлено, что за пределами мира лежит беспредельная пустота, и также установлено, что сила Бога Наивысочайшего превосходит силу всех возможных существ. Поэтому в Его, Наивысочайшего, силе создать тысячу тысяч миров за пределами этого мира, и каждый из этих миров больше и массивнее нашего мира, имея все, что имеет наш мир: … небеса, землю, солнце, луну. Аргументы философов в пользу единственности мира слабы,
хрупкие аргументы, основанные на невнятных предпосылках.
Фахруддин ар-Рази начал писать «Мафатих аль-гайб» в зрелом возрасте, около пятидесяти лет от роду. Большинство исследователей считает, что он не успел закончить свой труд, а дальнейшим дополнением занялись его ученики: Шамсуддин Ахмад ибн Халиль аль-Хои и Ахмад ибн Мухаммад ибн Абуль-Хазм аль-Махзуми (ум. в 1326 году). В отличие от тафсиров аль-Куртуби или Абу Хайяна, в тафсире ар-Рази нет вступительной речи автора.
При написании «Большого тафсира» ар-Рази пользовался сборниками Абу Дауда, аль-Байхаки, Ахмада ибн Ханбаля, ат-Тирмизи, толкованиями Ибн Аббаса, Муджахида, Катады, ас-Садди, Саида ибн Джубайра и аль-Джассаса (Ахкам аль-Куран). Из лингвистических трудов он использовал книги аль-Асмаи, Абу Убейды, аль-Фарры и аз-Заджжаджа. Также на него повлияли толкования Мукатиля ибн Сулеймана, ас-Салаби, Али аль-Вахиди, Ибн Кутайбы, ат-Табари, аль-Бакиллани, аль-Каффаля, мутазилитов аль-Джуббаи, Абу Муслима аль-Исфахани, Абу Бакра аль-Асамма, кадия Абдул-Джаббара, аз-Замахшари.
В последующем тафсир ар-Рази оказал влияние на толкования Абу Хайяна аль-Андалуси, Ибн Касира, аль-Алуси, Мухаммада Рашида Риды и др.